# Municipio de Santiago de las Vegas
Municipio de Santiago de las Vegas är en kommun i Kuba.   Den ligger i provinsen Havanna, i den västra delen av landet, 18 km söder om huvudstaden Havanna.